# Eendracht Moortsele
FC Eendracht Moortsele is een Belgische voetbalclub uit Moortsele, een deelgemeente van Oosterzele. De club is bij de KBVB aangesloten met stamnummer 3271 en heeft blauw en wit als kleuren.

## Geschiedenis
Eendracht Moortsele werd in augustus 1941 opgericht en sloot begin 1942 aan bij de KBVB. Tot 1955 speelde de club in geel en rood, toen veranderde men de clubkleuren naar het huidige blauw en wit.
Van bij de aansluiting tot de hervorming van de reeksen in 1952, speelde Moortsele in Tweede Gewestelijke. Nadien speelde de club doorgaans in Derde Provinciale, maar ook in Vierde Provinciale.
De sportief donkerste jaren waren de jaren tachtig, Moortsele zakte in 1980 naar de onderste provinciale reeks en kon die pas tien jaar later voor één seizoen verlaten, toen volgden nog twee seizoenen in Vierde Provinciale.
In de 21ste eeuw speelde de club enkel nog tussen 2002 en 2005 in de laagste reeks, toen werd men kampioen in Vierde Provinciale en promoveerde Moortsele eens te meer naar Derde Provinciale, waar de club in 2019-2020 voor het vijftiende opeenvolgende seizoen speelde.
De club had in 2020 twaalf jeugdelftallen in competitie, die allemaal de beperkte accommodatie moeten delen met het A-elftal. Plannen voor uitbreiding, in samenspraak met de gemeente, botsten op klachten van buren die in januari 2020 door de Raad van State in het gelijk werden gesteld.